# Cerbero

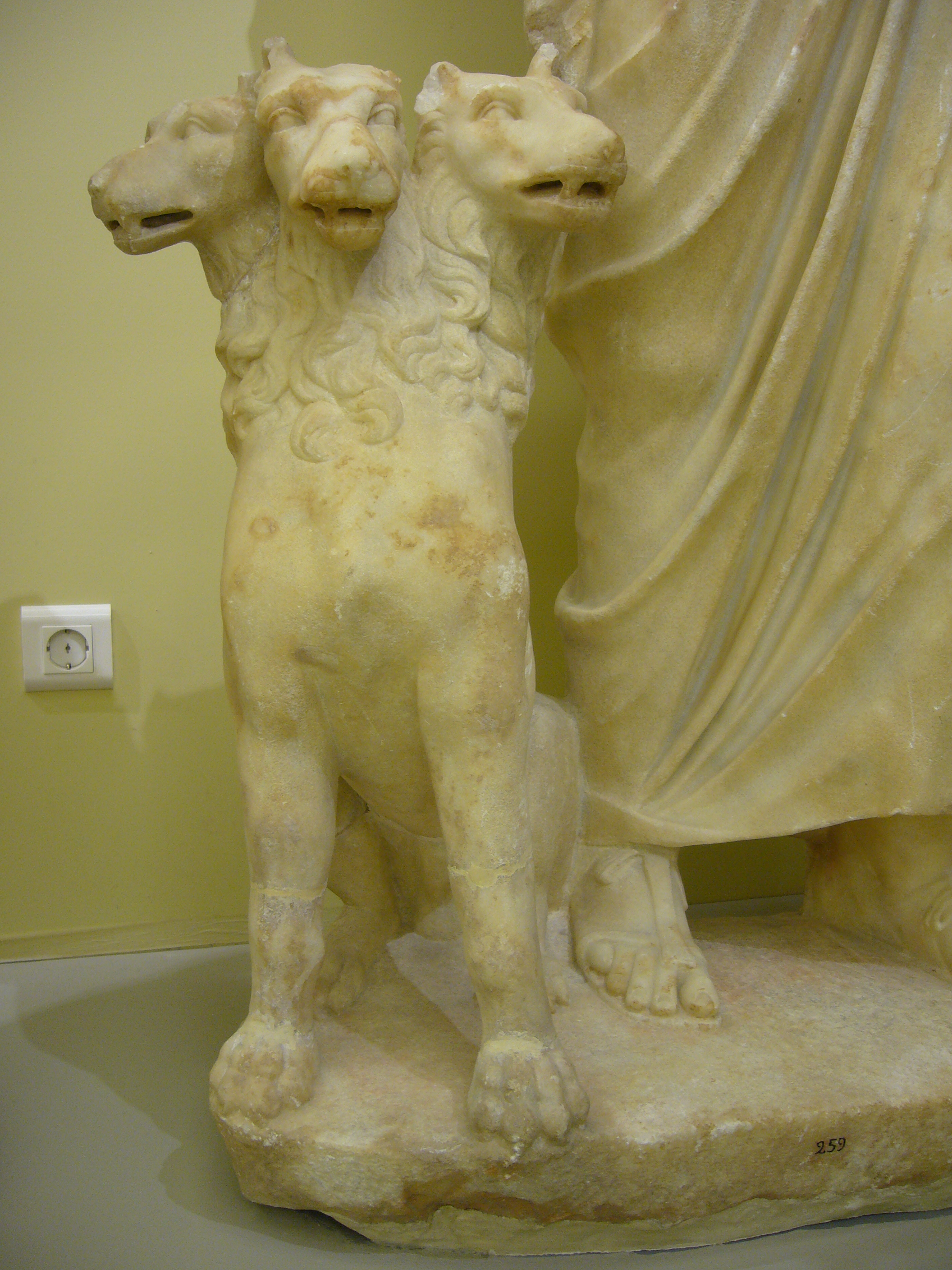
Cerbero, escultura de época romana en el Museo Arqueológico de Heraclión, Grecia.

En la mitología griega, Cerbero o Cérbero (en griego Κέρβερος, Kérberos;  ‘devorador de carne’ o ‘demonio del pozo’), también conocido como Cancerbero, era el «perro de broncíneo ladrido de Hades».  Se trata de un monstruo de tres cabezas en la tradición más común —y por eso es llamado también Tricerbero—  o de cincuenta cabezas según Hesíodo, con una serpiente en lugar de cola.  El monstruoso can era prole de Equidna y Tifón;  Equidna lo parió en una helada gruta cerca de la morada de Nix.  Como sabueso protector, Cerbero estaba apostado en la puertas del Aqueronte  o bien percibía los espíritus de los desdichados mortales junto a las aguas de Cocito.
Delante de las mansiones de Hades y Perséfone, recostado en una cueva, guarda su entrada Cerbero, denominado como «terrible» y «despiadado».  Este perro lisonjeaba a todas las almas que iban a entrar y no permitía salir a nadie, sino que a todos los que intentaban salir los aterrorizaba con profundos aullidos y los devoraba en el mismo sitio. Versiones tardías lo imaginaron como una serpiente venenosa que moraba en una cueva del Ténaro, una de las entradas al inframundo y que de su baba nació el venenoso acónito.

## Etimología

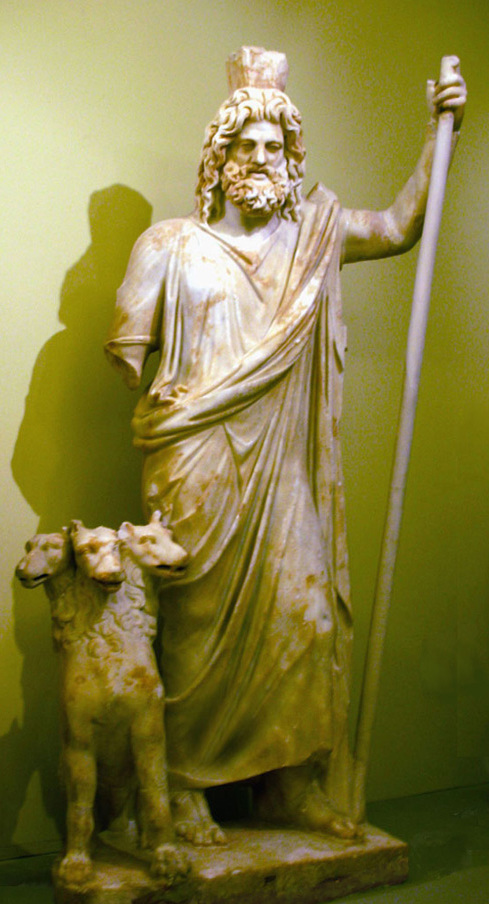
Cerbero y Hades/Serapis. Museo Arqueológico de Heraklion, Creta, Grecia.

La etimología del nombre de Cerbero es incierta. Ogden se refiere a los intentos de establecer una etimología indoeuropea "aún sin éxito". Se ha afirmado que está relacionada con la palabra sánscrita सर्वरा sarvarā, utilizada como epíteto de uno de los perros de Yama a partir de una palabra de la lengua protoindoeuropea k̑érberos, que significa "manchado". Lincoln (1991), entre otros, critica esta etimología, que también fue rechazada por Manfred Mayrhofer, quien propuso un origen austroasiático para la palabra, y Robert S. P. Beekes. Lincoln señalaba una similitud entre Cerbero y el perro de la mitología nórdica Garm, relacionando ambos nombres con una raíz protoindoeuropea *ger- "gruñir" (quizá con los sufijos -*m/*b y -*r). Sin embargo, como observa Ogden, este análisis en realidad requiere que Kerberos y Garmr deriven de dos raíces indoeuropeas diferentes (*ker- y *gher- respectivamente), por lo que en realidad no establece una relación entre los dos nombres.
Una etimología dada por Servio (el comentarista de Virgilio de finales del siglo IV) -pero rechazada por Ogden- deriva Cerbero de la palabra griega creoboros que significa "devorador de carne". Otra etimología sugerida deriva Cerbero de "Ker berethrou", que significa "mal de la fosa".

## Descripciones
Las descripciones de Cerbero son variadas. En la mayoría de las fuentes antiguas se le describe con tres cabezas. Cerbero tenía varios parientes multicéfalos. Su padre era Tifón, de múltiples cabezas de serpiente, y Cerbero era hermano de otros tres monstruos de múltiples cabezas, la Hidra de Lerna de múltiples cabezas de serpiente; Ortro, el perro de dos cabezas que guardaba el ganado de Gerión; y la Quimera, que tenía tres cabezas: de un león, de una cabra y de una serpiente. Y, al igual que estos parientes cercanos, Cerbero era, salvo raras excepciones iconográficas, multicéfalo.
En la descripción más antigua de Cerbero, Teogonía de Hesíodo (c. siglos VIII-VII a. C.), Cerbero tenía cincuenta cabezas, mientras que Píndaro (c. 522 - c. 443 a. C.) decía que eran cien. Sin embargo, escritores posteriores dan casi universalmente a Cerbero tres cabezas. Una excepción es el Cerbero del poeta latino Horacio que tiene una sola cabeza de perro, y cien cabezas de serpiente. Tal vez tratando de conciliar estas tradiciones opuestas, el Cerbero de Apolodoro tiene tres cabezas de perro y las cabezas de "todo tipo de serpientes" a lo largo de su espalda, mientras que el del poeta bizantino Juan Tzetzes (que probablemente basó su relato en Apolodoro) da a Cerbero cincuenta cabezas, tres de las cuales eran cabezas de perro, siendo el resto "cabezas de otras bestias de todo tipo".

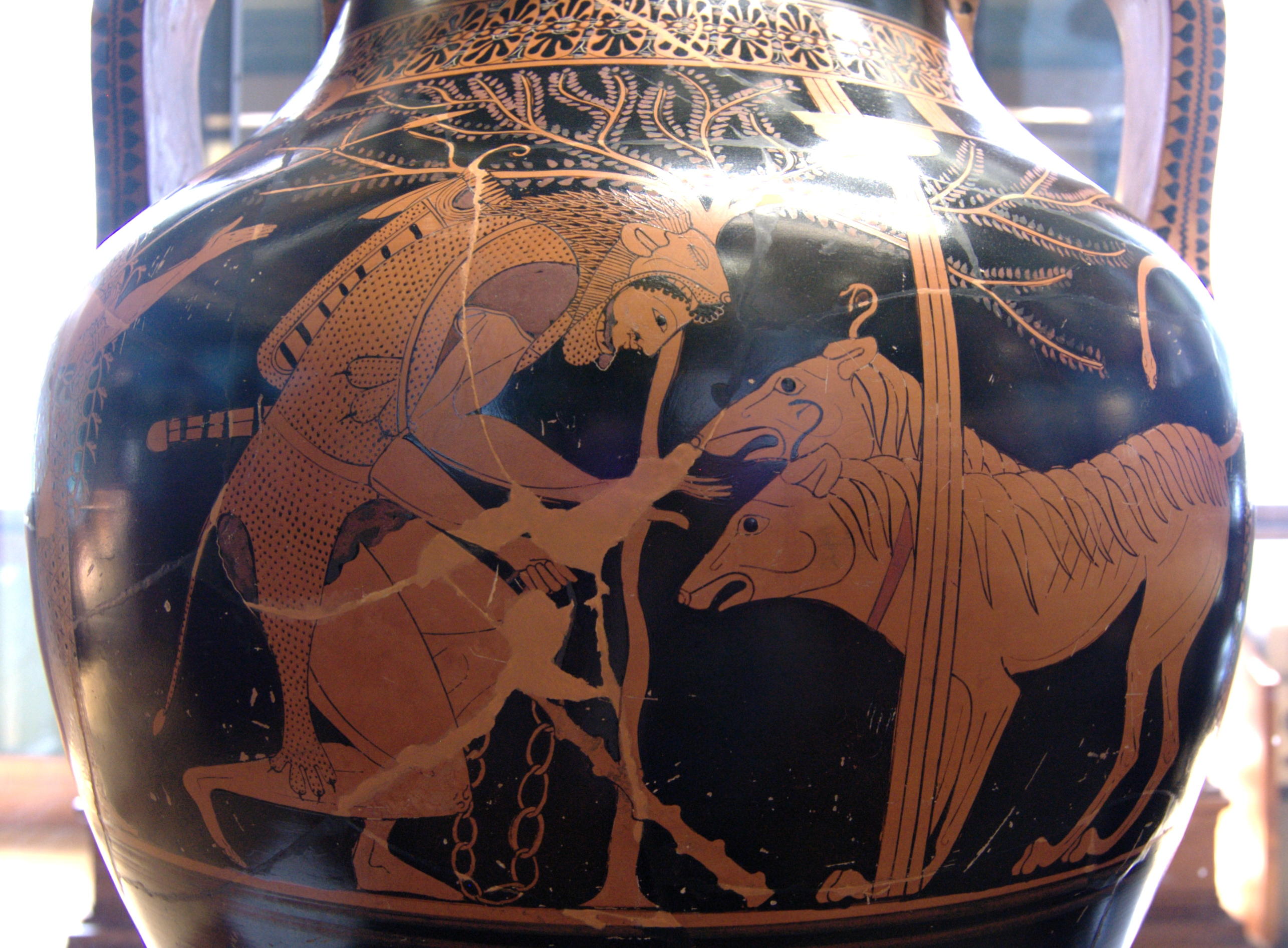
Heracles, con una cadena en la mano izquierda y su garrote a un lado, calma a un Cerbero de dos cabezas, que tiene una serpiente saliendo de cada una de ellas, una melena que le baja por los cuellos y la espalda, y una cola de serpiente. Cerbero sale de un pórtico, que representa el palacio de Hades en el inframundo. Entre ellos, un árbol representa la arboleda sagrada de Perséfone, la esposa de Hades. En el extremo izquierdo, Atenea de pie, con el brazo izquierdo extendido. Ánfora (c. 525-510 a.C.) de Vulci (Louvre F204).

En el arte, Cerbero se representa más comúnmente con dos cabezas de perro (visibles), nunca más de tres, pero ocasionalmente con una sola. En una de las dos representaciones más tempranas (c. 590-580 a. C.), una copa corintia de Argos (véase más adelante), hoy perdida, Cerbero aparecía como un perro normal de una sola cabeza. La primera aparición de un Cerbero de tres cabezas se produce en una copa de Laconia de mediados del siglo VI a. C..
Los numerosos Cerberos con cabeza de serpiente de Horacio seguían una larga tradición de que Cerbero era en parte serpiente. Esto tal vez ya está implícito en fase temprana como en la Teogonía de Hesíodo, donde la madre de Cerbero es la mitad serpiente Equidna, y su padre es Tifón, con cabeza de serpiente. En el arte, Cerbero se muestra a menudo como parte serpiente, por ejemplo, la copa corintia perdida mostraba serpientes que sobresalían del cuerpo de Cerbero, mientras que la copa laconia de mediados del siglo VI a. C. da a Cerbero una serpiente por cola. En el registro literario, la primera indicación cierta de la naturaleza serpentina de Cerbero proviene del relato racionalizado de Hecateo de Mileto (fl. 500-494 a. C.), que hace de Cerbero una gran serpiente venenosa. Platón se refiere a la naturaleza compuesta de Cerbero, y Euforión de Calcis (siglo III a. C.) describe a Cerbero como poseedor de múltiples colas de serpiente, y presumiblemente en relación con su naturaleza serpentina, asocia a Cerbero con la creación de la planta venenosa aconita. Virgilio presenta serpientes retorciéndose alrededor del cuello de Cerbero, Ovidio propone un Cerbero que tiene una boca venenosa, cuellos "viles de serpientes", y "cabellos entretejidos con la serpiente amenazadora", mientras que Séneca otorga a Cerbero una melena formada por serpientes, y una única cola de serpiente.
Cerbero recibió otros rasgos diversos. Según Eurípides, Cerbero no sólo tenía tres cabezas, sino también tres cuerpos, y según Virgilio tenía múltiples espaldas. Según Hesíodo, Cerbero comía carne cruda, tenía ojos que destellaban fuego (según Euforión), una boca de tres lenguas (según Horacio), y un oído agudo (según Séneca).

## Heracles captura a Cerbero y lo saca de los infiernos

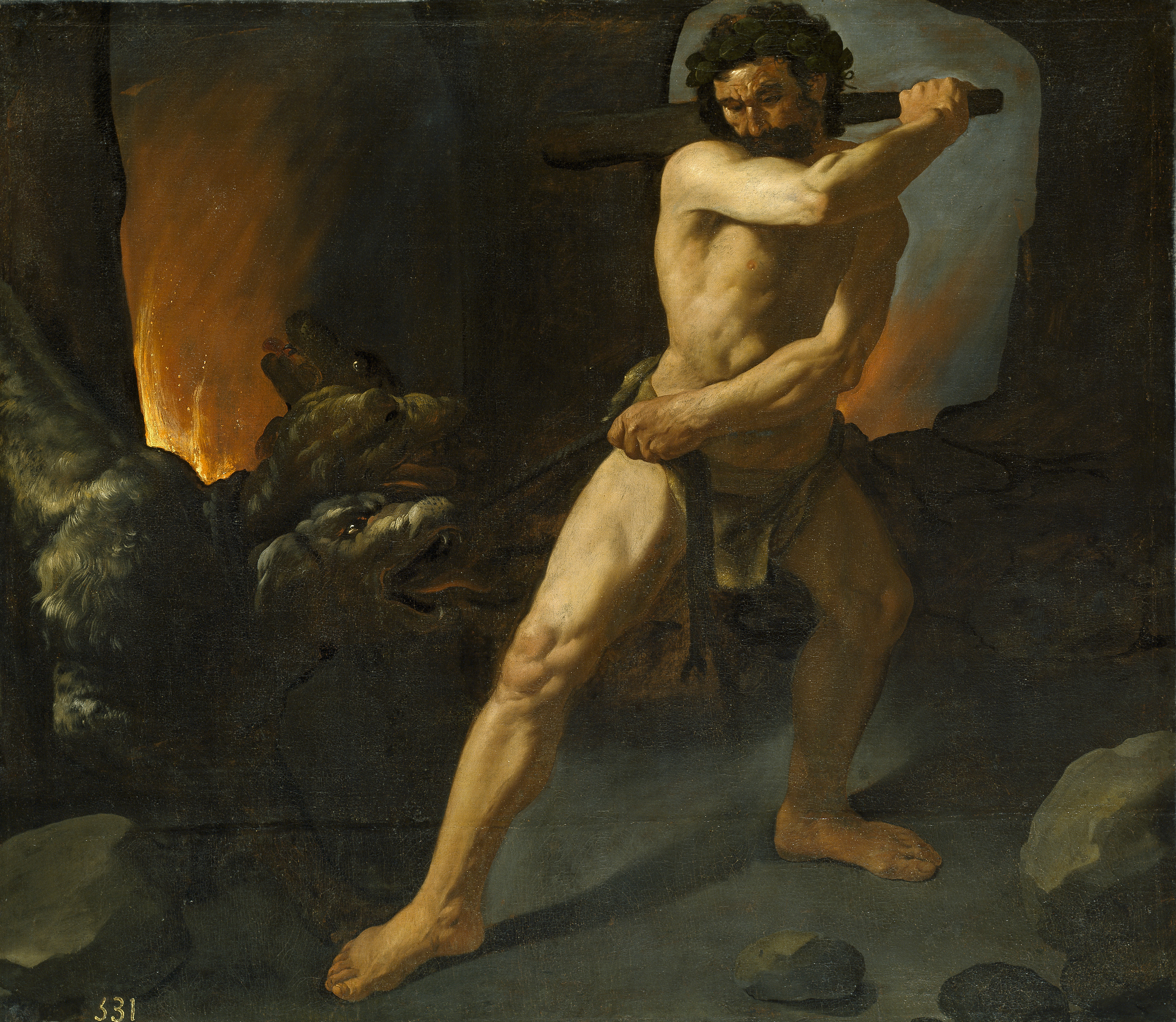
Heracles y el Cancerbero, por Francisco de Zurbarán (1634, Museo del Prado, Madrid).

El último de los doce trabajos de Heracles fue capturar a Cerbero. Viajó primero a Eleusis para ser iniciado en los misterios eleusinos y aprender así cómo entrar y salir vivo del Hades. Pudo iniciarse en ellos tras haber sido purificado por haber matado a los centauros. Luego, encontró la entrada al inframundo en Ténaro. Fue acompañado por Hermes y Atenea, incluso siendo salvado por ella en algunas ocasiones. Gracias a la insistencia de Hermes y a su propio aspecto fiero, Caronte le llevó en su barca a través del Aqueronte.
Mientras estaba en el inframundo, Heracles liberó a Teseo, pero la tierra tembló cuando intentó liberar a Pirítoo, por lo que tuvo que dejarlo atrás. Ambos habían sido encarcelados por haber intentado secuestrar a Perséfone. Su esposo, Hades, los había sujetado mágicamente a unos tronos de piedra, de forma que sus pieles estaban adheridas a ellos. Dicha magia era tan fuerte que cuando Heracles tiró de Teseo para liberarlo, parte de las caderas de este quedaron pegadas a la roca, lo que explicaría por qué los atenienses tenían caderas notablemente delgadas.
Algunas versiones cuentan que, para llevarse a Cerbero, Heracles simplemente le pide permiso al dios Hades, y este accede con la condición de que Heracles no haga daño al perro, tratándolo amablemente para que ceda a acompañarlo.
Por otro lado, la mayoría de escritores de mitología clásica otorgan datos sobre el enfrentamiento de Heracles y Cerbero. Cuentan que Hades le permitiría llevarse al can si lograba vencerlo sólo con sus manos desnudas. La secuencia no es exacta, pero se afirma en más de una ocasión que pelear con Cerbero fue el trabajo más difícil de todos y que puso en riesgo la seguridad del héroe. El perro de Hades siempre era llamado "indomable" y "poderoso", algunas interpretaciones racionalistas dicen que Heracles tuvo que envenenar al monstruoso can con acónito, una planta usada para debilitar criaturas indeseables, puesto a que esta misma planta fue vomitada por él al salir del inframundo. También una versión cuenta que Heracles tuvo que estrangular una de sus cabezas, siendo Cerbero tricéfalo.
En la Ilíada, Atenea cuenta que si hubiera sabido todo el sufrimiento que Heracles pasaría en los 12 trabajos, y de las cosas que la diosa tuvo que ayudarlo sin ser agradecida, no lo hubiera acompañado, y afirma que Heracles no habría logrado sobrevivir al inframundo.

## Teorías sobre su origen
La constelación de Piscis no estuvo siempre asociada con los dos peces, pues el pez estelar original era Piscis Austrinus. También se creyó que eran dos personas, unidas (que en algunas historias eran transformadas en peces, lo que terminó evolucionando a simples peces). Ambas estarían unidas bajo la eclíptica, el área que se creía que representaba el inframundo. La eclíptica, el tránsito del sol, corta dicho vínculo. Uno de ellos queda prácticamente fuera (el más occidental) y el otro parece seguir unido a la eclíptica y dirigirse hacia abajo (el más oriental). Sin embargo, parte del primero sigue unida.
El que la persona que Heracles logró liberar de su trampa en el inframundo sea Teseo indica el conocimiento de que los mitos sobre él le relacionan con la reina de las amazonas, y de que por tanto deben aparecer en la siguiente historia como compañero de Heracles. Este énfasis en la continuidad está posiblemente relacionado con el hecho de que la constelación que representa la siguiente historia también aparece parcialmente sobre Piscis.

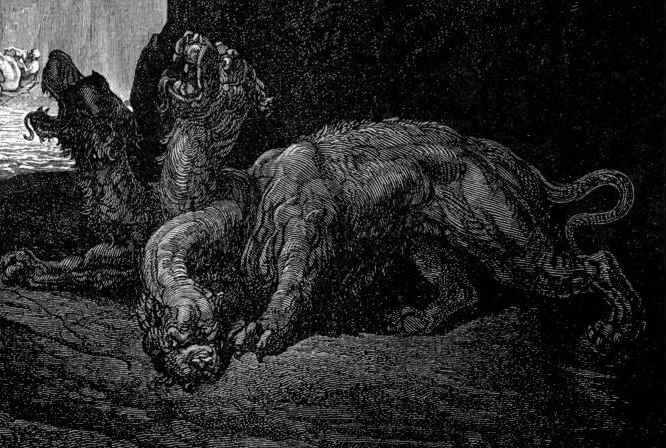
Cerbero, por Gustave Doré.

Bajo Piscis está la constelación de la Ballena, criatura que normalmente es considerada un monstruo marino o precisamente una ballena. Sin embargo, es igualmente posible verla como dos puertas cerradas con sus postes y un grupo de tres estrellas tras el centro de ambas. Dado que miran hacia la eclíptica y están muy cerca de ella, dichas puertas serían las del inframundo, que estaría bajo la eclíptica. El guardián de las puertas del Hades era tradicionalmente Cerbero, que tenía tres cabezas, una asociación que requiere el uso de las tres principales (aunque comparativamente débiles) estrellas de la constelación moderna de Fornax a modo de cola.
Dado que Cerbero era considerado un elemento permanente del Hades, poco podía ocurrirle que le hiciese daño. Al no haber ninguna otra constelación en esta región, poca historia más podía dársele aparte de la de hacer algo no permanente, como moverle al otro lado de las puertas.
Alternativamente, una versión anterior podría no haber incluido la historia de Teseo encarcelado, lo que podría haber sido una reelaboración posterior del papel de las constelaciones en la historia. En tal caso, la rama de Piscis que no escapa de la eclíptica podría haberse destinado a representar el consiguiente ascenso de Cerbero.

## Derrotas
Cerbero fue derrotado varias veces:
- La última prueba de Heracles fue capturar a Cerbero.
- Orfeo usó su música para calmarlo y dormirlo.
- Hermes logró dormirlo usando agua del río Lete.
- En la mitología romana, Eneas lo adormeció usando tortas de miel con droga.
- En una historia romana posterior, Psique también lo durmió del mismo modo que Eneas.

## Arqueología
En octubre de 2013, un equipo de arqueólogos italianos dirigidos por Francesco D'Adria hallaron una estatua de Cerbero de 1,5 metros de altura en las ruinas de la antigua Hierápolis, en Turquía. Este hallazgo ha permitido confirmar la hipótesis de que una gruta hallada en 2012 era el Plutonio, una “puerta de acceso al Inframundo” según fue descrita por Estrabón.

## Otros personajes homónimos
Lleva también el nombre de Cerbero, en la mitología griega, uno de los cuatro jóvenes cretenses, llamados Céleo, Layo, Cerbero y Egolio, que intentaron robar la miel de la gruta sagrada donde nació Zeus, ubicada en el monte Ida. Zeus los transformó a todos en aves.

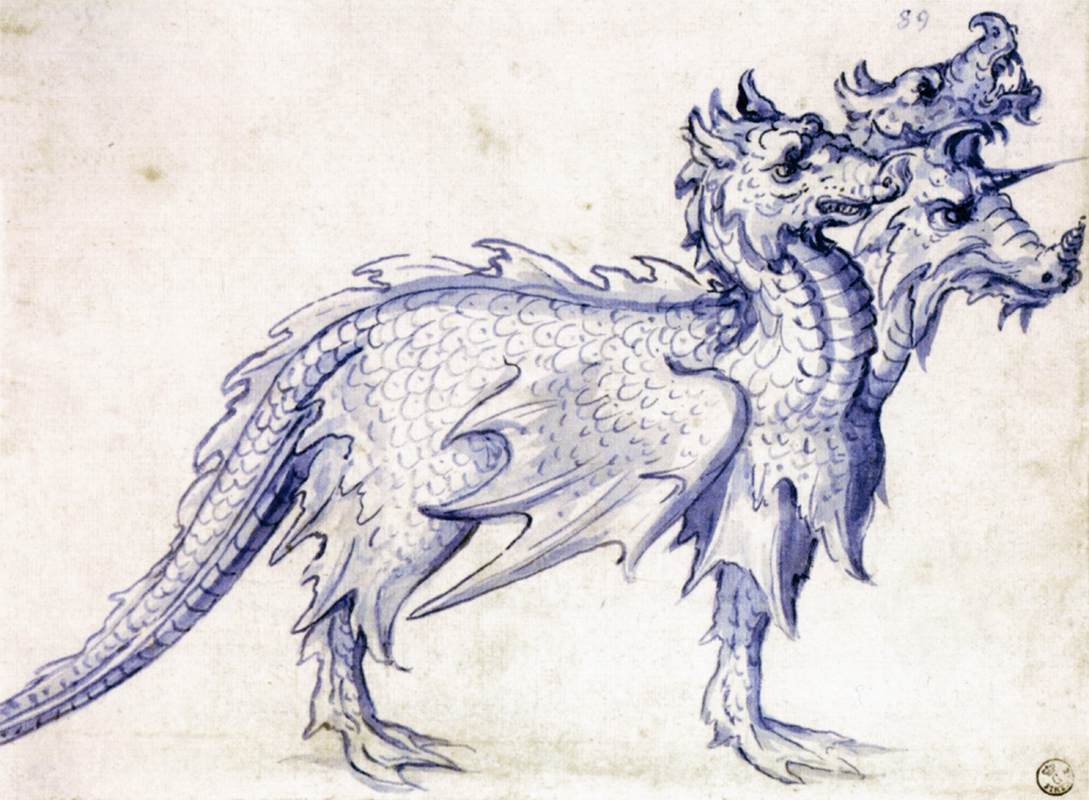
Boceto del Can Cerbero, 1585, Giuseppe Arcimboldo.

## Género de serpientes
En 1829, el naturalista francés Georges Cuvier dio el nombre Cerberus a un género de serpiente asiática.

## Género de plantas
En 1753, el naturalista sueco Carlos Linneo dio el nombre Cerbera a un género de planta apocinácea nativa de las regiones tropicales de Asia, Australia, Madagascar, las Seychelles y las islas del Océano Pacífico.